# Xinzhou
För andra betydelser, se Xinzhou (olika betydelser).
Xinzhou är en stad på prefekturnivå i Shanxi-provinsen norra Kina. Orten är särskilt känd för världsarvet Wutaishan som är beläget i häradet Wutai. Xinzhou ligger omkring 100 kilometer norr om provinshuvudstaden Taiyuan.

## Administrativ indelning
Xizhou indelas i ett stadsdistrikt som utgör själva stadskärnan, en stad på häradsnivå och elva härad:
- Stadsdistriktet Xinfu - 忻府区 Xīnfǔ Qū ;
- Staden Yuanping - 原平市 Yuánpíng Shì ;
- Häradet Dingxiang - 定襄县 Dìngxiāng Xiàn ;
- Häradet Wutai - 五台县 Wǔtái Xiàn ;
- Häradet Dai - 代县 Dài Xiàn ;
- Häradet Fanshi - 繁峙县 Fánshì Xiàn ;
- Häradet Ningwu - 宁武县 Níngwǔ Xiàn ;
- Häradet Jingle - 静乐县 Jìnglè Xiàn ;
- Häradet Shenchi - 神池县 Shénchí Xiàn ;
- Häradet Wuzhai - 五寨县 Wǔzhài Xiàn ;
- Häradet Kelan - 岢岚县 Kělán Xiàn ;
- Häradet Hequ - 河曲县 Héqǔ Xiàn ;
- Häradet Baode - 保德县 Bǎodé Xiàn ;
- Häradet Pianguan - 偏关县 Piānguān Xiàn.

Genomsnittlig årsnederbörd är 613 millimeter. Den regnigaste månaden är juli, med i genomsnitt 191 mm nederbörd, och den torraste är januari, med 2 mm nederbörd.